# Chris Zegers
Dirk Christiaan (Chris) Zegers (Zeist, 7 februari 1971) is een Nederlandse acteur, zanger en presentator.

## Biografie
Zegers heeft aan de Rijksuniversiteit Groningen economie gestudeerd. Na zijn afstuderen werkte hij in Singapore als junior consultant voor een Chinees bedrijf. In 1996 werd hij tijdens een vakantie in Nederland gecast voor de toenmalige Heineken-campagne. Dit was zijn eerste aanraking met werk voor de camera en had als gevolg dat hij toneellessen ging volgen en zich inschreef bij een castingbureau. Zijn eerste rol als acteur kreeg hij in de VARA-serie Oppassen!!! Landelijke bekendheid verwierf hij met de rol van Sasza Nagy, die hij speelde in de serie Onderweg naar Morgen. Daarna was hij te zien in onder andere de televisieseries All Stars, Hartslag, Meiden van De Wit en Van God Los.
In 2004 was hij de winnaar van De Nationale IQ Test van BNN.
In 2006 werd hij na Huub Stapel het nieuwe gezicht van pensioenverzekeraar Zwitserleven, waarvoor hij in reclamespotjes speelt.
Hij reed de Dakar Rally in 2011 in een racetruck en eindigde als 19de in het klassement.
In 2015 was Zegers te zien in seizoen 15 van Wie is de Mol? bij de AVRO. Hij viel af in de negende aflevering, vlak voor de finale.
Hij was finalist in De Slimste Mens in de winterserie van 2015.
In het seizoen 2023/2024 van de dirigentenwedstrijd Maestro won hij de finale van Frédérique Spigt.

## Carrière

### Presentator
Sinds 2001 reist Chris rond de wereld voor diverse reisprogramma's. Hij is een van de vaste presentatoren van 3 op Reis.
- Yorin Travel/RTL Travel - Yorin/RTL 5 (2001-2009)
- Chris Zegers Goes U2 - Yorin (2005, eenmalig)
- Hit the Road - BNN (2012)
- 3 op Reis - BNN (2012-heden)
- Moltalk - AVROTROS (2017-2019)
- Break Free - BNN (2016-heden)
- De Nationale Reistest 2018 - BNNVARA (2018)
- Ziggo Sport Race Café - Ziggo Sport (2025-heden)

### Muziek
Zegers speelde sinds de middelbare school in verscheidene bandjes. In 1998 maakte hij deel uit van de soapband 4Fun, waarmee hij twee hits scoorde. In 1999 tekende Zegers een platencontract bij BMG. Er werden twee solosingles uitgebracht: Run en Circles, maar die hadden allebei geen succes. Run behaalde in de Single Top 100 een 89ste plaats , terwijl Circles in die lijst niet verder kwam dan één week op nummer 100. De weinige singles die Zegers hierna nog uitbracht flopten eveneens, waaronder Hey girl (One more time), dat in 2003 werd opgenomen voor de film Liever verliefd.
Toch bleef Zegers musiceren. Sinds 2003 speelt hij in de rockband The Hudson Five. In 2008, 2011, 2012 en 2013 trad hij als zangsolist op met het Noord Nederlands Orkest. Tijdens deze theatertournees werd muziek van Pink Floyd en The Beatles klassiek bewerkt. Tijdens de eerste aflevering van het zevende seizoen van Maestro vertelde hij dat hij Floyd-fan is en dit als het hoogtepunt van zijn carrière beschouwt.

## Filmografie

### Films
- 1998: Het Witte Wief
- 2000: De Fûke - Duitse soldaat
- 2001: Shaka Zulu - the Citadel - Slavendrijver
- 2003: Liever verliefd - bouwvakker Rob
- 2005: Kameleon 2 - Tjeerd Klompsma
- 2005: Robots - Rodney Copperbottom (stem)
- 2007: De scheepsjongens van Bontekoe - chirurgijn Langjas
- 2008: Niko en de Vliegende Brigade - Specs (stem)
- 2009: De Hel van '63 - Kees Ferwerda
- 2011: Lotus - Mike
- 2012: Alles is familie - Skipper
- 2013: De Sneeuwenkoningin (stem)
- 2015: Minions - Verteller (stem)
- 2016: Sing - Mike (stem)
- 2017: Ron Goossens, Low Budget Stuntman - Winston Post
- 2019: Huisdiergeheimen 2 - Sergei (stem)

### Televisieseries

#### Als acteur
- 1996: Oppassen!!! - Kurt
- 1997-1999: Onderweg naar Morgen - Sasza Nagy
- 1999: All Stars - Philip
- 2001: Dok12 - Barend
- 2002-2004: Hartslag - Daan Belliot
- 2003, 2005:Meiden van De Wit - Peter Denteneer
- 2012: Van God Los - Nic Verbist
- 2020: Hollands Hoop - Rinus
- 2022: Diepe Gronden - Michel van Ginkel
- 2023: Eén grote familie - Ziggy
- 2024: Vlogmania - Als Figurant

#### Overig
- 2014-2015: De Slimste Mens - zichzelf
- 2015: Wie is de Mol? - kandidaat
- 2017-2019: Moltalk - presentator
- 2021: Top 2000 Quiz - deelnemer
- 2023: Maestro - kandidaat

## Discografie (singles)
| Single met eventuele hitnotering(en) in de Nederlandse Top 40 | Datum van verschijnen | Datum van binnenkomst | Hoogste positie | Aantal weken | Opmerkingen                  |
| ------------------------------------------------------------- | --------------------- | --------------------- | --------------- | ------------ | ---------------------------- |
| Levenslang                                                    |                       | 6-12-1997             | 14              | 9            | met 4 Fun                    |
| Overal                                                        |                       | 18-4-1998             | 25              | 7            | met 4 Fun                    |
| Hittegolf                                                     |                       | 1-8-1998              | tip             |              | met 4 Fun                    |
| Run                                                           | 2000                  | -                     |                 |              | Nr. 89 in de Single Top 100  |
| Circles                                                       | 2001                  | -                     |                 |              | Nr. 100 in de Single Top 100 |
| Never getting enough                                          | 2001                  | -                     |                 |              |                              |
| Listen to your heart                                          | 2002                  | -                     |                 |              |                              |
| Hey girl (One more time)                                      | 2003                  | -                     |                 |              | Soundtrack Liever verliefd   |

- Gemeinsame Normdatei: 1173011277
- MusicBrainz: 74836f97-8d6c-4bd5-aa27-38b3fdfc094e
- Virtual International Authority File: 5527154441745935460008
- WorldCat: E39PBJw8TJmGtXhKHjc4MttxjC